# Zaj (Künstlergruppe)
Zaj (auch Grupo ZAJ) war eine spanische Künstlergruppe für experimentelle Musik, experimentelle Poesie und Performance, an der aber auch Maler und Bildhauer beteiligt waren. Gegründet wurde die Gruppe am 19. November 1964 in Mailand von den spanischen Komponisten Juan Hidalgo und Ramón Barce und dem italienischen Komponisten Walter Marchetti. Unterstützung erhielten sie vom US-amerikanischen Komponisten John Cage. Wichtige Impulse kamen von verschiedenen Künstlern der spanischen Avantgarde-Szene, vor allem vom Schriftsteller und Diplomaten José Luis Castillejo und der baskischen Künstlerin und Performance-Künstlerin Esther Ferrer.
Zaj widmete sich hauptsächlich der Entwicklung von Aktionsmusik. Ihre Entstehung war stark vom Neo-Dadaismus und Zen sowie von den Gedanken John Cages beeinflusst, den Juan Hidalgo und Walter Marchetti 1958 in Darmstadt kennengelernt hatten. In den 1960er Jahren nahmen die Mitglieder von Zaj an verschiedenen von George Maciunas organisierten Fluxus-Veranstaltungen teil. 
1967 hatten sie eine Vorstellung im Teatro Infanta Beatriz in Madrid; wegen des Skandals bei der Premiere konnten sie nur eine der sieben geplanten Vorstellungen geben. Das Madrider Publikum war nicht daran gewöhnt, dass ein Musiker als einzige Darbietung eines Konzerts einen Apfel isst.
Die Gruppe wurde 1993 von Walter Marchetti aufgelöst. 